# Сотир Пейов
Сотир Пейов или Пеев е български революционер, участник в Четата на Хаджи Димитър и Стефан Караджа.

## Биография
Пейов е роден около 1847 година в град Велес, тогава в Османската империя. Взима дейно уастие в народноосвободителните борби на българите. Заминава за Белград и участва във Втората българска легия. След като разбира, че във Влашко се приготвят чети за навлизане в България, заминава за Румъния и се включва в четата на Хаджи Димитър и Стефан Караджа. Умира в 1896 година.